# Praça General Gomes Carneiro
Praça General Gomes Carneiro, conhecida popularmente como Praça do Rink, é um logradouro no Centro da cidade de Niterói. Seu nome popular provém de um rinque de patinação que havia ali no início do século XX. A praça possui jardins, um chafariz (inaugurado pelo imperador Dom Pedro II em 1845) e estátuas em estilo neoclássico de leões e de ninfas. É margeada pelas ruas XV de Novembro, Aurelino Leal, Almirante Tefê e a Dr. Bormann.  Cercada por intenso comércio, agências bancárias e restaurantes, a praça fica próxima do o histórico prédio da agência central dos Correios e do Palácio Arariboia.

## História
Em 1819, atendendo aos apelos da população, o rei Dom João VI, que costumava passar temporadas de férias no bairro de São Domingos, elevou a região da Banda D´Álem à condição de vila. No ano seguinte, foi feito um plano de arruamento da cidade, transferindo a sede da vila e a Câmara para um bairro vizinho a sede de então, o bairro de São Domingos, Arraial da Praia Grande, o atual Centro, ordenando o centro da cidade em ruas segundo uma disposição quadriculada que se mantém até hoje - sendo o primeiro planejamento urbano de uma cidade brasileira. O projeto era da autoria do francês Arnaud Julien Pallière e do major engenheiro brasileiro Antônio Rodrigues Gabriel de Castro.
No plano dispunha a Centro da Vila com duas grandes praças ou largos, paralelos e equidistantes. Em um ficaria o rossio, conhecido como Largo São João (atual Jardim São João) e o outro o Largo do Pelourinho, a atual Praça do Rink. No rossio se construiria a igreja matriz (a Catedral de São João Batista, inaugurada em 1854, na presença do imperador Dom Pedro II) e a Casa da Câmara e Cadeia, construída em 1824 e demolida e substituída em 1914 pelo Paço Municipal de Niterói), no Largo de São João, obedecendo ao planejamento urbanístico de Pallière.
Em 1845, o imperador Dom Pedro II inaugurou na atual Praça do Rink o Chafariz da Memória, cujo nome prestava homenagem a memória da Rei Dom João VI, frequentador da cidade e que a elevara a condição de vila, passando a Praça também a ser conhecida como Largo da Memória.
A Revolta da Armada (em 1893) destruiu vários prédios na zona urbana e bairros litorâneos, e paralisou as atividades produtivas da cidade causa a transferência da capital para Petrópolis. O retorno de Niterói a condição de Capital do Estado do Rio de Janeiro em 1903 marcou um período de intervenções urbanas, promovendo a cidade de qualificada infra-estrutura, procurando organizar uma vida urbana condizente com sua condição. Neste cenário, várias edificações foram construídas simbolizando o status re-adquirido pela capital, como Palácio Arariboia, erguido próximo do Largo do Pelourinho, à beira da Rua da Conceição (uma das mais importantes do Centro à época, em terreno conhecido como Largo do Capim (atualmente Praça Floriano Peixoto), levando ao re-arruamento de várias quadras entre o Largo da Memória e o Palácio.

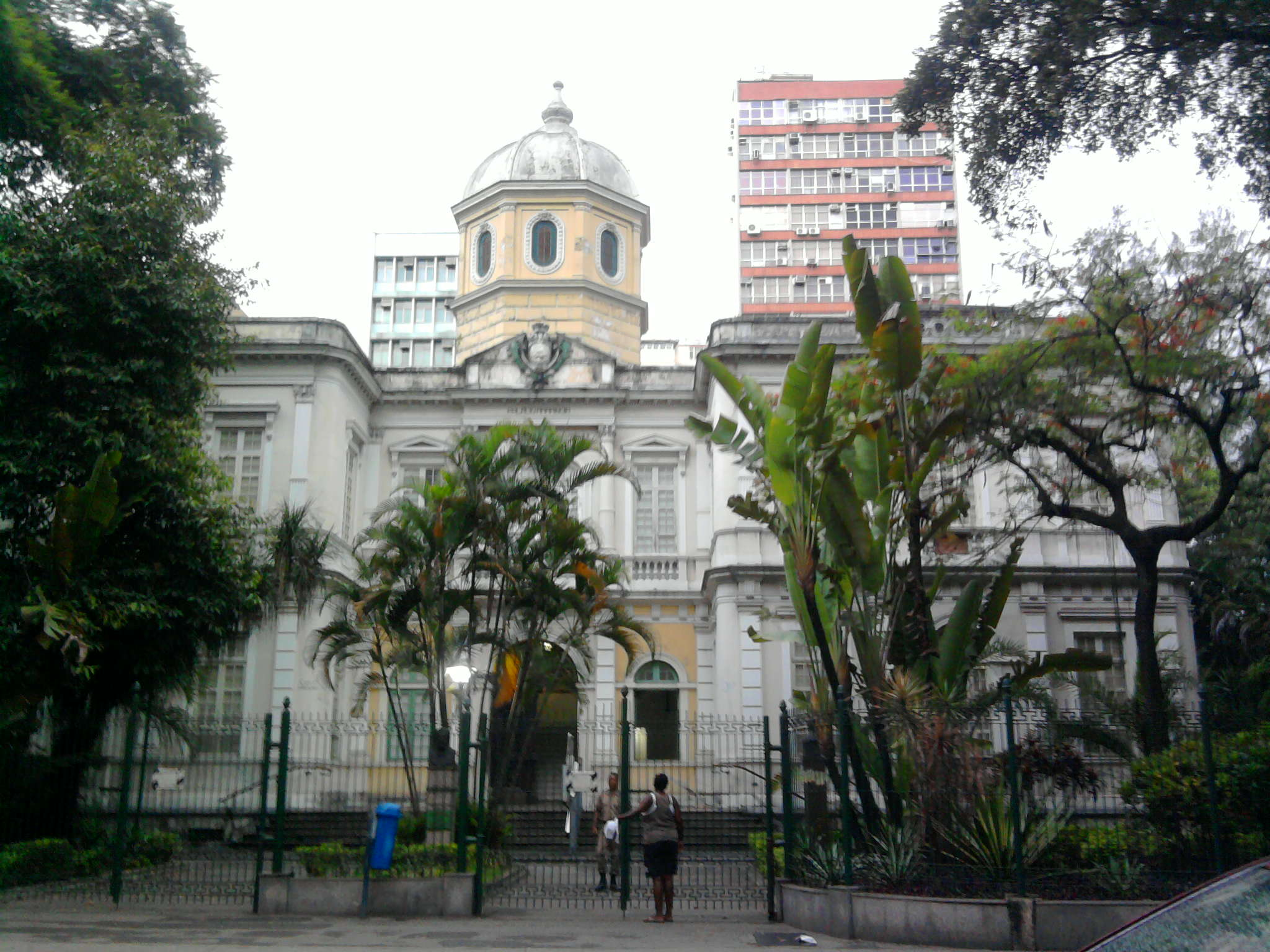
Prefeitura Velha de Niterói

O edifício seria para ser a sede da prefeitura e da câmara dos vereadores do município, à medida que o edifício da câmara e cadeia abrigava também a assembleia legislativa do estado (ele próprio demolido para dar lugar ao Paço Municipal de Niterói e Assembleia Legislativa do Estado do Rio de Janeiro ganhará sede própria na Praça da República, onde hoje abriga a Câmara Municipal de Niterói. Porém, por divergências entre os vereadores e o prefeito, somente a Prefeitura se transferiu em 1910, ficando lá até início da década de 1980, ficando o edifício conhecido atualmente como Prefeitura Velha.
Em 1913, o Largo da Memória passa por nova urbanização, passando o formato atual de praça e ganhando o rink de patinação, prática popular à época, pelo qual passará a ser conhecido popularmente a praça (atualmente não conta mais com esse equipamento a várias décadas, em decorrência de uma reforma posterior).
Entre a década de 1960 até o começo da década de 1980 os terminais de ônibus do Centro de Niterói eram espalhados pela cidade, na Praça do Rink ficava o destinado a linhas para os bairros de Itaipu, Piratininga, Rio do Ouro e Várzea das Moças. Na década de 1990 a praça ganhará gradeamento lateral.

## Feira
A Praça abriga, todas as quintas e sextas-feiras, uma feira de artesanato com mais de 15 barracas, que funcionam das 9h às 15h. Nelas podem ser encontrados os mais variados objetos, desde estojos personalizados até tapetes e bijuterias dos mais variados estilos.